# أميليا واتسون
أميليا واتسون (بالإنجليزية: Amelia Watson)‏ هي رسامة أمريكية، ولدت في 1856، وتوفيت في 1934.